# Björn Christen
Björn Christen (* 5. April 1980 in Bern) ist ein ehemaliger Schweizer Eishockeyspieler, der über viele Jahre beim EV Zug, HC Davos und SC Bern in der Schweizer National League A unter Vertrag stand.

## Karriere

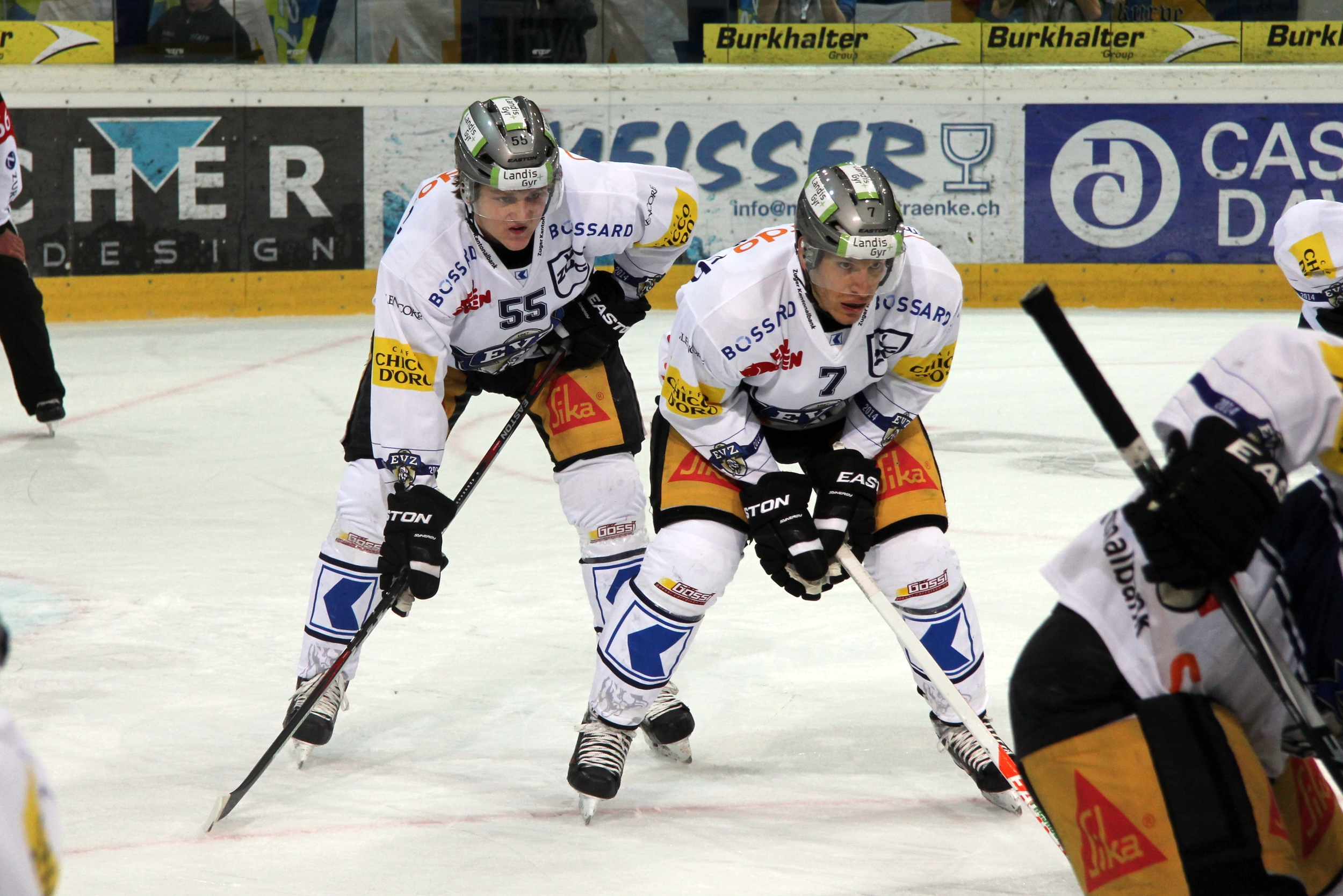
Björn Christen (re.) im Oktober 2014

Björn Christen begann seine Karriere als Eishockeyspieler in der Jugend des SC Bern, für dessen Profimannschaft er in der Saison 1996/97 sein Debüt in der Nationalliga A gab und mit dem er gleich in seinem Rookiejahr Schweizer Meister wurde. Nach fünf Jahren verliess der Angreifer Bern im Jahr 2001 und wechselte zu dessen Ligarivalen HC Davos. Mit den Davosern gewann er 2001 und 2004 den Spengler Cup sowie 2002 und 2005 erneut die Schweizer Meisterschaft. Im Sommer 2006 wechselte Christen zum EV Zug, für den er bis 2015 spielte. Am Ende der Saison 2014/15 beendete er seine Karriere, um zukünftig als Wirtschaftsprüfer im Bereich der Versicherungswirtschaft zu arbeiten.

### International
Für die Schweiz nahm Christen an den U18-Junioren-Europameisterschaften1997 und 1998 sowie den U20-Junioren-Weltmeisterschaften 1997, 1998, 1999 und 2000 teil. Des Weiteren stand er im Aufgebot der Schweiz bei den Weltmeisterschaften 2002, 2003 und 2010 sowie den Olympischen Winterspielen 2002 in Salt Lake City.

## Erfolge und Auszeichnungen
| - 1997 Schweizer Meister mit dem SC Bern - 2001 Spengler-Cup-Gewinn mit dem HC Davos - 2002 Schweizer Meister mit dem HC Davos | - 2004 Spengler-Cup-Gewinn mit dem HC Davos - 2005 Schweizer Meister mit dem HC Davos |

### International
- 1998 Bronzemedaille bei der Junioren-Weltmeisterschaft

## Karrierestatistik

### International
Vertrat die Schweiz bei:
| - U20-Junioren-Weltmeisterschaft 1997 - U18-Junioren-Europameisterschaft 1997 - U20-Junioren-Weltmeisterschaft 1998 - U18-Junioren-Europameisterschaft 1998 - U20-Junioren-Weltmeisterschaft 1999 | - U20-Junioren-Weltmeisterschaft 2000 - Olympische Spiele 2002 - Weltmeisterschaft 2002 - Weltmeisterschaft 2003 - Weltmeisterschaft 2010 |

(Legende zur Spielerstatistik: Sp oder GP = absolvierte Spiele; T oder G = erzielte Tore; V oder A = erzielte Assists; Pkt oder Pts = erzielte Scorerpunkte; SM oder PIM = erhaltene Strafminuten; +/− = Plus/Minus-Bilanz; PP = erzielte Überzahltore; SH = erzielte Unterzahltore; GW = erzielte Siegtore; 1 Play-downs/Relegation; Kursiv: Statistik nicht vollständig)